# Llar
|  | Per a altres significats sobre el lloc on es fa el foc a les cuines, xemeneies, etc., vegeu «Llar (foc)». |

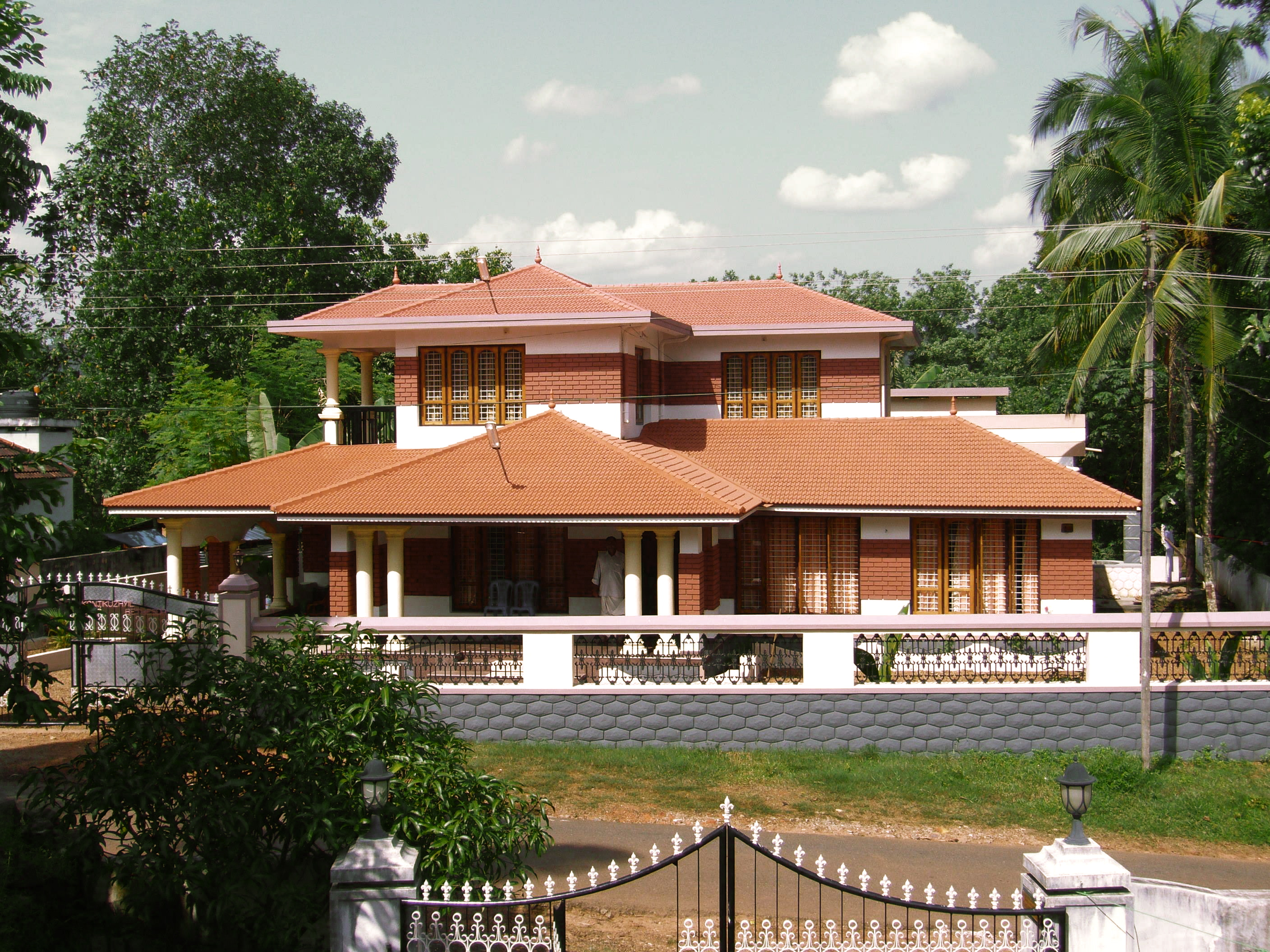
Casa a Índia.

S'anomena llar la casa pròpia, en el sentit de clos d'intimitat afectiva.
La paraula 'llar' s'usa per designar a un lloc on un individu o grup habita, creant en ells la sensació de seguretat i calma. En aquesta sensació es diferencia del concepte de casa, que senzillament es refereix a l'habitatge física. La paraula llar prové del lloc on es reunia, en el passat, la família a encendre el foc per escalfar-se i alimentar-se. S'aplica també a totes aquelles institucions residencials que busquen crear una segona llar, per exemple: llars de retirs, llars de criança, etc.

## Etimologia
El terme 'llar' té una etimologia curiosa, derivat del llatí «laris foci»–«llar de foc» (com a lloc a la casa on es prepara el foc) que després ve estès a referir-se a la casa mateixa o a la família que habita.

## Història
Les primeres cases que habitaven els humans eren probablement característiques naturals, com ara coves.

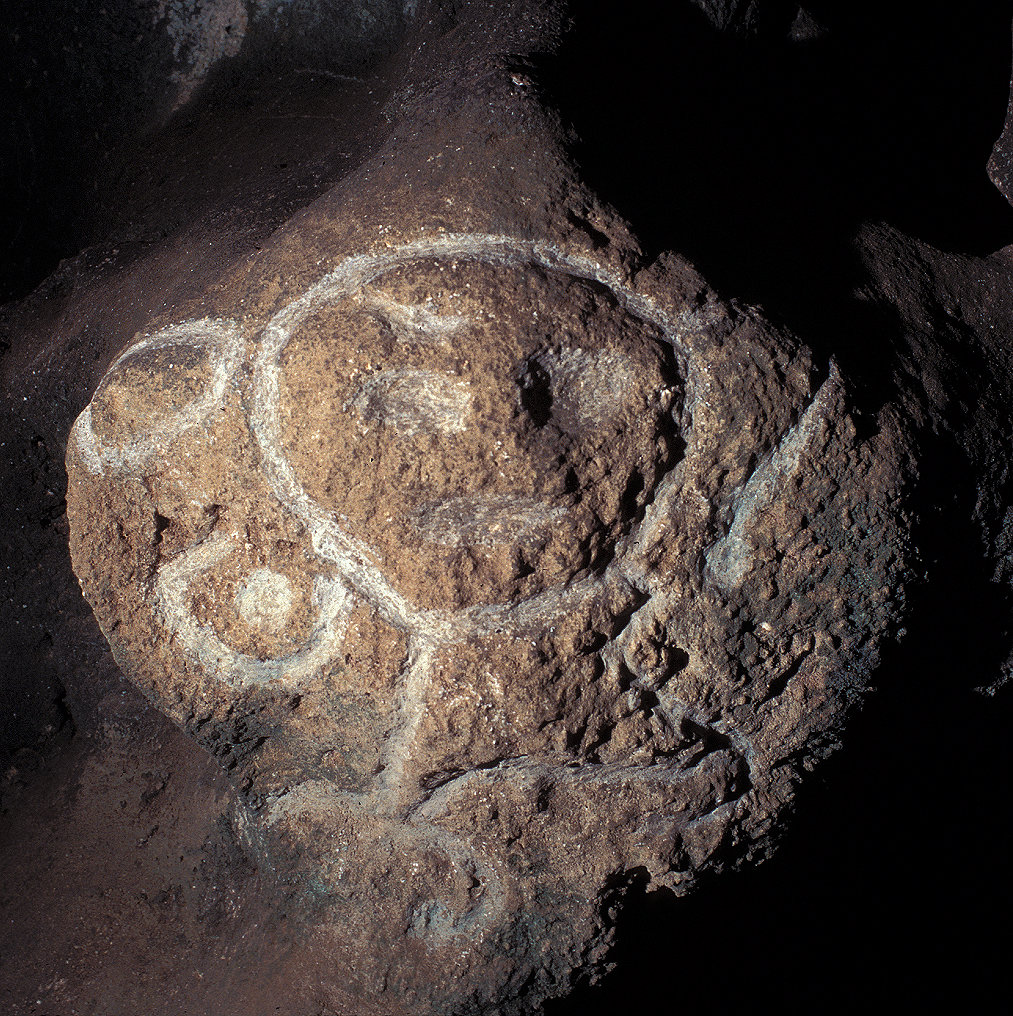
Petròglif de Taíno dins una cova a Puerto Rico.

Al llarg de la història, els pobles primitius han fet ús de coves. Els primers fòssils humans que es troben a les coves provenen d'una sèrie de coves properes a Krugersdorp i Mokopane a Sud-àfrica. Els llocs amb coves de Sterkfontein, Swartkrans, Kromdraai B, Drimolen, Malapa, Cooper's D, Gladysvale, Gondolin i Makapansgat han produït una sèrie d'espècies humanes primerenques que es remunten a entre tres i un milió d'anys. No obstant això, generalment no es pensa que aquests primers humans estaven vivint a les coves, però que hi van ser portats a les coves per carnívors que els havien matat.
El primer homínid primerenc que es va trobar a Àfrica, el Nen de Taung el 1924, també es va pensar durant molts anys que va venir d'una cova, on havia estat dipositat després d'haver estat presa d'un àguila. No obstant això, ara es debat. Les coves es formen a la dolomia de l'altiplà de Ghaap, incloent el lloc de l'edat de pedra primerenca, mitjana i posterior de la cova de Wonderwerk; no obstant això, les coves que es formen al llarg de la vora de l'escarpa, com la que es pensava per al nen Taung, es formen dins d'un dipòsit de pedra calcària secundària anomenat toba. Hi ha nombroses evidències d'altres espècies humanes primerenques que habitaren coves almenys fa un milió d'anys en diferents parts del món, incloent l'Homo erectus a la Xina a Zhoukoudian, el Homo rhodesiensis a Sud-àfrica a la Cova de les llars (Makapansgat), Homo neandertalensis i Homo heidelbergensis a Europa al jaciment arqueològic d'Atapuerca, Homo floresiensis a Indonèsia i els Deníssovans al sud de Sibèria.
A l'Àfrica meridional, els primers humans moderns van utilitzar regularment coves marines com a refugi des de fa uns 180.000 anys, quan van aprendre a explotar el mar per primera vegada. Això podria haver permès una ràpida expansió dels éssers humans fora d'Àfrica i la colonització d'àrees del món com ara Austràlia fa uns 60–50.000 anys. Al llarg del sud d'Àfrica, Austràlia i Europa, els primers humans moderns van utilitzar coves i refugis de roques com a llocs per a l'art rupestre, com els del Castell de Gegants. S'utilitzaven coves com una yaodong a la Xina per refugiar-se; es van utilitzar altres coves per a enterraments (com ara tombes tallades per roques), o com a llocs religiosos (com coves budistes). Entre les coves sagrades conegudes hi ha la cova dels mil Budes a la Xina i les coves sagrades a Creta.
A mesura que avançava la tecnologia, els humans i altres homínids van començar a construir els seus habitatges. Els edificis com ara casetes i cases de campanya s'han utilitzat per viure des del final del Neolític.
Es desconeix quan es va construir la primera mansió perquè no hi ha cap manera de saber amb seguretat, però es creu que té orígens com a tipus de palau durant el període mesopotàmic.